# Mezinárodní letiště Honiara

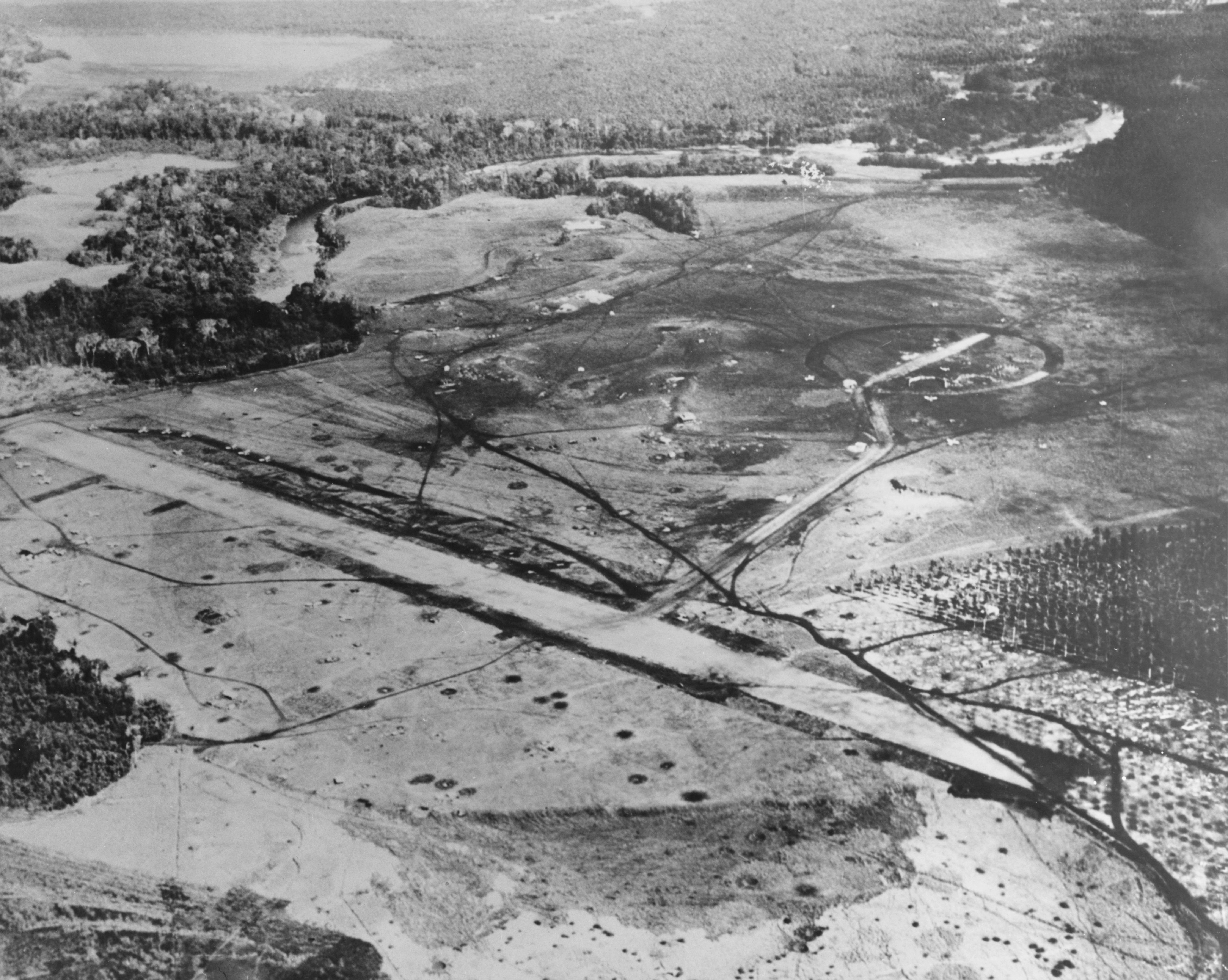
Hendersonovo letiště kolem 23. srpna 1942

Mezinárodní letiště Honiara (Honiara International Airport; IATA: HIR, ICAO: AGGH), do listopadu 2003 Hendersonovo letiště. Je jedním ze dvou mezinárodních letišť na Šalomounových ostrovech. Druhým je mezinárodní letiště Munda na ostrově New Georgia. Leží na ostrově Guadalcanal 8 kilometrů od hlavního města Honiara.

## Historie
Letiště začali v létě 1942 budovat Japonci (a korejští dělníci) a americká zpravodajská služba tuto jejich aktivitu odhalila počátkem července 1942. Kontrola tohoto letiště byla klíčová během šestiměsíční Guadalcanalské kampaně (od srpna 1942 do února 1943) za druhé světové války, kdy Američané hned na počátku obsadili ještě nedokončené letiště a Japonci se je potom marně snažili dobýt zpět.

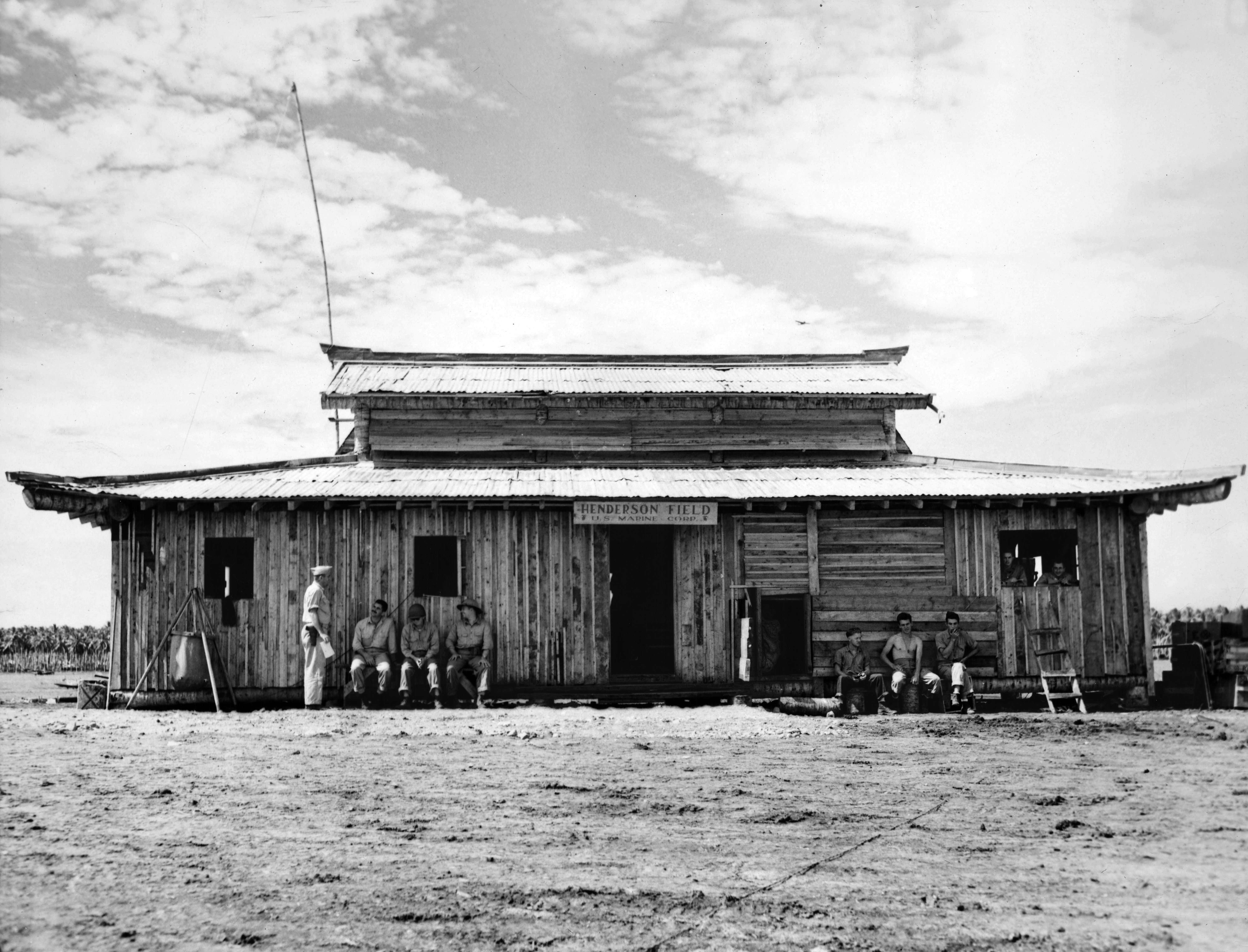
„Pagoda“

Američané přidělili letišti volací znak CACTUS a letadla z něj operující se pak někdy nazývají jako „Cactus Air Force“ – kaktusové letectvo. Z letiště operovaly stroje všech tří hlavních složek amerických ozbrojených sil: armádní, námořní i sboru námořní pěchoty. Po Japoncích zůstala na letišti budova, kterou Američané využívali k odpočinku a čekání před akcí. Díky tvaru její střechy jí nazývali „pagoda“. V říjnu 1942 jí ale buldozery srovnaly se zemí.
Hendersonovo letiště bylo pojmenováno po majoru Loftonu Hendersonovi (USMC), veliteli VMSB-241, který padl během bitvy u Midway.

## Současnost
Letiště má jednu asfaltovou ranvej o délce 2250 m, která je prodloužena o přibližně 750 m sypaným povrchem pro případ nouze. Na letišti je schopný přistát i Boeing 767.

## Aerolinky a destinace
Air Niugini
Nadi, Port Moresby
Air Pacific
Nadi, Port Vila
Air Vanuatu
Port Vila
Our Airline
Brisbane, Yaren, Tarawa, Nadi
Solomon Airlines
Afutara, Arona, Atoifi, Auki, Avu Avu, Ballalae, Batuna, Bellona, Brisbane, Taro Island, Fera, Gatokae, Gizo, Jajao, Kaghau, Kirakira, Marau, Mono, Munda, Nadi, Port Moresby, Ramata, Rennell, Santa Ana, Lata, Seghe, Suavanao, Yandina, Buma
Virgin Australia
Brisbane

### Nákladní aerolinky
HeavyLift Cargo Airlines
Brisbane, Cairns